# Alan Helffrich
Alan Helffrich (anglès: Alan Boone Helffrich)  (Yonkers, 7 d'agost de 1900 - Nova York, 3 de febrer de 1994) va ser un atleta estatunidenc que va competir durant la dècada de 1920.
El 1924 va prendre part en els Jocs Olímpics de París, on guanyà la medalla d'or en la prova dels 4x400 m relleus del programa d'atletisme. Formava equip amb Commodore Cochran, Oliver MacDonald i William Stevenson.
Guanyà els títols de l'AAU de les 880 iardes el 1921, 1922 i 1925. Com a estudiant de la Pennsylvania State University guanyà els campionats de la NCAA de les 880 iardes el 1922 i 1923 i el campionat de l'IC4A de les 880 iardes el 1923 i de les 440 iardes el 1924.
Helffrich va ser l'únic corredor a derrotar Paavo Nurmi quan el finlandès va visitar els Estats Units el 1925. Helffrich va trencar un ratxa de 121 curses seguides guanyades per Nurmi, una ratxa que s'havia iniciat el 1921.

## Millors marques
- 400 metres llisos. 48.3" (1924)
- 800 metres llisos. 1' 52.6" (1925)[1][4]